# R.C. Pitts
Robert C. Pitts, detto R.C. (Pontotoc, 23 giugno 1919 – Baton Rouge, 29 ottobre 2011), è stato un cestista statunitense, attivo nella NCAA e nella AAU e campione olimpico nel 1948.

## Carriera
Con gli Stati Uniti ha disputato i Giochi olimpici di Londra 1948.

## Palmarès
- Campione AAU (1948)